# Rotflankenducker
Der Rotflanken- oder Blaurückenducker (Cephalophorus rufilatus, früher Cephalophus rufilatus) ist eine kleine Antilope, die in West- und Zentralafrika, von Gambia bis Kamerun, in der Zentralafrikanischen Republik, im Norden der Demokratischen Republik Kongo und im Nordwesten von Uganda vorkommt. Es werden zwei Unterarten unterschieden, C. r. rufilatus westlich des Schari und C. r. rubidor, der östlich des Schari vorkommt.

## Merkmale
Der Rotflankenducker erreicht eine Kopf-Rumpf-Länge von 60 bis 70 cm, eine Widerristhöhe von 30 bis 38 cm und ein Gewicht von 9,1 bis 12 kg. Sein Schwanz wird 7,1 bis 10 cm lang, die Hörner der Männchen 6 bis 9,5 cm, die der Weibchen nur 3 bis 4 cm lang. Sein Fell ist rotbraun oder rotgelb. Ein Streifen von der Nase bis zur Stirn, ein Aalstrich auf der Rückenmitte und die Beine sind blaugrau, braungrau oder grau gefärbt. Kinn, Kehle, die Oberlippe und die Achseln sind weiß, der Haarschopf auf der Stirn und das Schwanzende sind schwarz. Der Schwanz ist etwas buschig. Die Hörner der Männchen sind schlank und fast gerade, an der Spitze nur wenig aufwärts gebogen, im Querschnitt rund und an der Basis geriffelt. Der Haarschopf auf der Stirn kann die Hörner überragen. Leistendrüsen sind vorhanden. Die Kitze zeigen die gleiche Färbung wie die Erwachsenen.

## Lebensweise

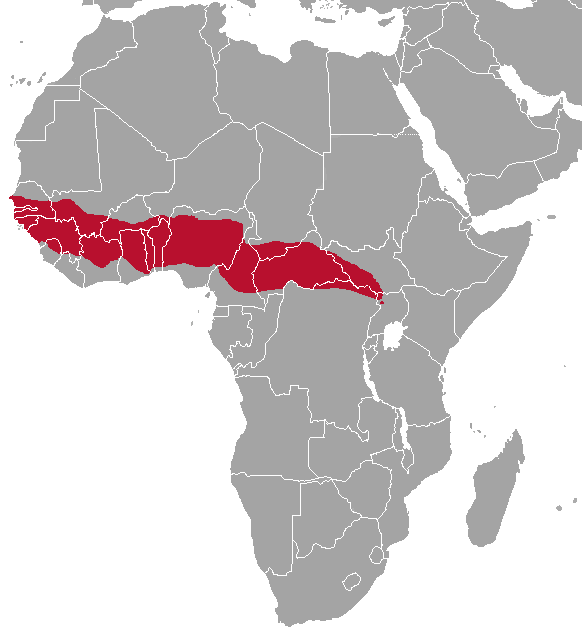
Das Verbreitungsgebiet des Rotflankenduckers

Der Rotflankenducker lebt in den Randbereichen großer Waldgebiete, auf Lichtungen und in Galeriewäldern, nicht jedoch im Innern großer Wälder. Er ernährt sich von Früchten, Laub und Blüten, vor allem von flussnah wachsenden Bäumen, Sträuchern und Kräutern.

## Gefährdung
Die Populationsgröße des Roftlankenduckers wird auf etwa 170 000 Individuen geschätzt, die Art wird seitens der IUCN als nicht gefährdet eingestuft. Dennoch nimmt die Population durch Bejagung und Habitatsverlust ab.